# Nicolas Slonimsky

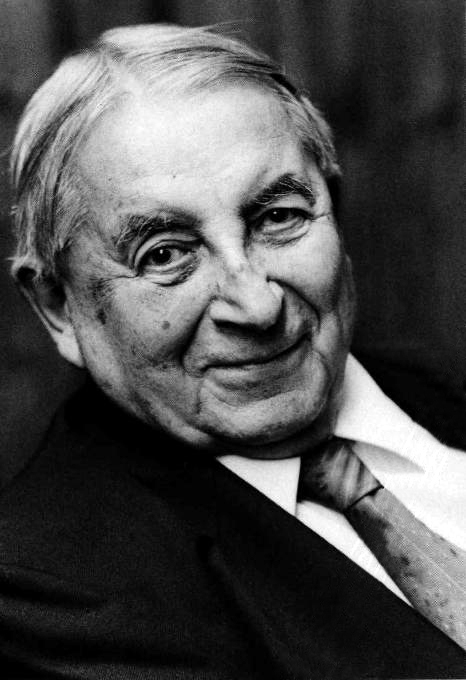
Nicolas Slonimsky

Nicolas Slonimsky (Russisch: Николай Леонидович Слонимский, Nikolaj Leonidovitsj Slonimski) (Sint-Petersburg, 27 april 1894 - San Francisco, 25 december 1995) was een Russisch-Amerikaans componist, dirigent, pianist, musicoloog en muziekrecensent. Hij stamde af van een Russisch-joodse familie die later toetrad tot de Russisch-orthodoxe kerk.

## Levensloop

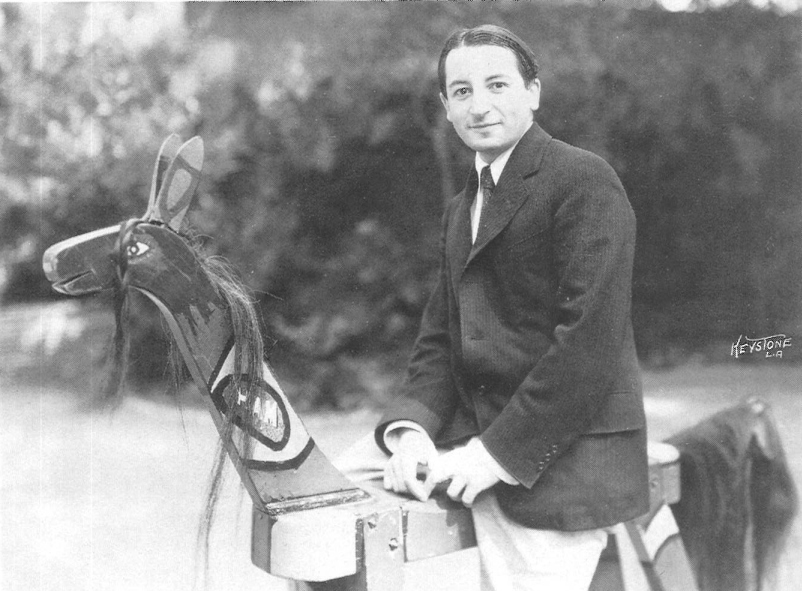
Slonimsky (1933)

Slonimskys eerste lerares was zijn tante, de pianiste Isabelle Vengerova. Van 1921 tot 1923 woonde hij in Parijs, waar hij de contrabassist en dirigent Serge Koussevitzky leerde kennen.
In 1923 kreeg hij werk als correpetitor aan de net opgerichte opera-afdeling van de Eastman School of Music in Rochester, New York, waar hij ook compositie en directie ging studeren. Twee jaar later werd hij assistent van Serge Koussevitzky bij de Boston Symphony Orchestra in Boston.
In 1927 stichtte Slonimsky het Boston Chamber Orchestra, dat zich voornamelijk richtte op de uitvoering van nieuwe composities van tijdgenoten. Daar dirigeerde hij bijvoorbeeld de première van Edgard Varèses Ionisation en Charles Ives’ Three Places in New England.
In 1958 nam Slonimsky de hoofdredactie op zich van Baker’s Biographical Dictionary of Musicians en redigeerde dat werk tot 1992. Hij stierf op 101-jarige leeftijd.
In 1996 stond componist John Adams bij Slonimskys overlijden stil met Slonimsky's earbox.

## Composities

### Piano
- Minitudes
- Variations on a Kindergarten Tune
- Yellowstone Park Suite
- Russian Nocturne
- Two Etudes
- Silhouettes Iberiennes
- Russian Prelude
- Modinha
- Variations on a Brazilian Tune (My Toy Balloon)
- Studies in Black and White

### Kamermuziek
- Muss Perpetuo
- Suite (Сюита)
- Piccolo Divertimento

### Commerciële muziek en satirische muziek
- Five Advertising Songs
- Gravestones at Hancock, New Hampshire (1945)
- A Very Great Musician
- I Owe a Debt to A Monkey (A Humorous Encore Song)

### Boeken
- Music Since 1900 (1937)[1]
  - Supplement to Music since 1900 (1986)[2]
- Music of Latin America (1945)[3]
- Thesaurus of Scales and Melodic Patterns (1947)[4]
- The Road to Music New York (1947)[5]
- A Thing or Two about Music (1948)[6]
- Lexicon of Musical Invective (1953)[7]
- Baker's Biographical Dictionary of Musicians (1958).[8]
- The Concise Baker's Biographical Dictionary of Musicians (1987)[9]
- Perfect Pitch (1988)
- Lectionary of Music (1989)[10]

### Gebundelde artikelen
- Nicolas Slonimsky: The First Hundred Years (1994)[11]
- The Great Composers and Their Works (Reissued as The Listener's Companion) (2000)[12]
- Nicolas Slonimsky: Writings on Music (2004)[13]
- Dear Dorothy - Letters from Nicolas Slonimsky to Dorothy Adlow (2012)[14]

### Als uitgever
- Theodore Baker (Begr.): Baker's biographical dictionary of musicians. Schirmer, New York 1958–1992.